# Shusei Nagaoka
Shusei Nagaoka (長岡秀星 'Nagaoka Shūsei'?,  Nagasaki, 26 de noviembre de 1936 – Odawara, 23 de junio de 2015) fue un ilustrador japonés. Es conocido por sus ilustraciones en álbumes del rock de los 70 y 80. Artistas entre los que se incluyen Electric Light Orchestra, Earth, Wind & Fire, Deep Purple, Space, Maze, George Clinton, Kitaro, Rose Royce, Caldera y Pure Prairie League. 
Asistió al diseño de la Exposición General de primera categoría de Osaka de 1970, y fue elegido uno de sus artistas más significados en 200 años de la American Illustration. Recibió muchos premios, como álbumes de oro y de platino, en reconocimiento de su trabajo. Muchos libros de sus obras han sido publicados. Además, en 1981 algunos de sus ejemplares fueron lanzados al espacio en la estación espacial de la Mir.
Otras compañías y organizaciones con los que trabajó fueron: NHK Television, TBS Japan, National Geographic,  Playboy Magazine, Hustler Magazine, Penthouse Magazine, Shigeo Nagashima y Sadaharu Oh, entre otros.

## Selección de álbumes editados
- Spitfire - Jefferson Starship, 1976
- All 'N All - Earth, Wind & Fire, 1977
- Out of the Blue - Electric Light Orchestra, 1977[3]
- Deliverance - Space, 1977 (US edition)
- Sunbear, Sunbear, Soul Train Records, 1977
- New Horizons - The Sylvers, 1977
- When We Rock, We Rock, and When We Roll, We Roll - Deep Purple, 1978
- The Best of Earth, Wind & Fire, Vol. 1 - Earth, Wind & Fire, 1978
- Pleasure Principle - Parlet, 1978
- Just Blue - Space, 1978
- I Am - Earth, Wind & Fire, 1979
- Dazz - Kinsman Dazz (early incarnation of the Dazz Band), 1979
- Oasis - Kitaro, 1979
- Can't Hold Back - Pure Prairie League, 1979
- Raise! - Earth, Wind & Fire, 1981